# Remscheid
Remscheid is een kreisfreie Stadt in de Duitse deelstaat Noordrijn-Westfalen. De stad telt 111.516 inwoners (31 december 2020) op een oppervlakte van 74,52 km². Op 31 december 2020 had 19,32% van de inwoners een niet-Duits staatsburgerschap (21.540 niet-Duitsers) en hadden 135 inwoners het Nederlandse staatsburgerschap.

## Stadsindeling van Remscheid
Remscheid is verdeeld in vier stadsdistricten. Hieronder de districten met de woonwijken:
Alt-RemscheidAue, Birgden I en II, Blumental, Büchel, Büchen, Fürberg, Güldenwerth, Haddenbach, Hasenclev, Hasten, Hölterfeld, Hof Heidhof, Hohenhagen, Holz, Hütz, Ibach, Küppelstein, Lobach, Morsbach, Papenberg, Platz, Rath, Rosenhügel, Siepen, Steinberg, Tyrol, Vieringhausen en Westhausen
Remscheid-SüdBaisiepen, Berghausen, Bliedinghausen, Bökerhöhe, Ehringhausen, Falkenberg, Honsberg, Kremenholl, Mixsiepen, Preyersmühle Reinshagen en Struck
Remscheid-LüttringhausenBirgden III, Blume, Buscherhof, Clarenbach, Farrenbracken, Garschagen, Goldenberg, Großhülsberg, Grund, Halbach, Hermannsmühle, Heusiepen, Klausen, Kranenholl, Langenhaus, Leyermühle, Linde, Nüdelshalbach, Oelingrath, Spelsberg, Stollen en Westen
Remscheid-LennepDörpmühle, Endringhausen, Engelsburg, Forsten, Grenzwall, Hackenberg en Hasenberg.
Ook het 'gehucht' Dörperhöhe ligt in dit stadsdistrict.

## Stedenbanden
- Pirna (Duitsland), sinds 1989
- Prešov (Slowakije), sinds 1989
- Quimper (Frankrijk), sinds 1971
- Wansbeck (Verenigd Koninkrijk), sinds 1978

## Geboren
- Peter Brötzmann (1941-2023), freejazzsaxofonist
- Ulrike Schmidt (1969) volleyballer en beachvolleyballer
- Christiane Soeder (1975), Oostenrijks wielrenster
- Clara Fröhlich (2004), voetbalster

## Galerij

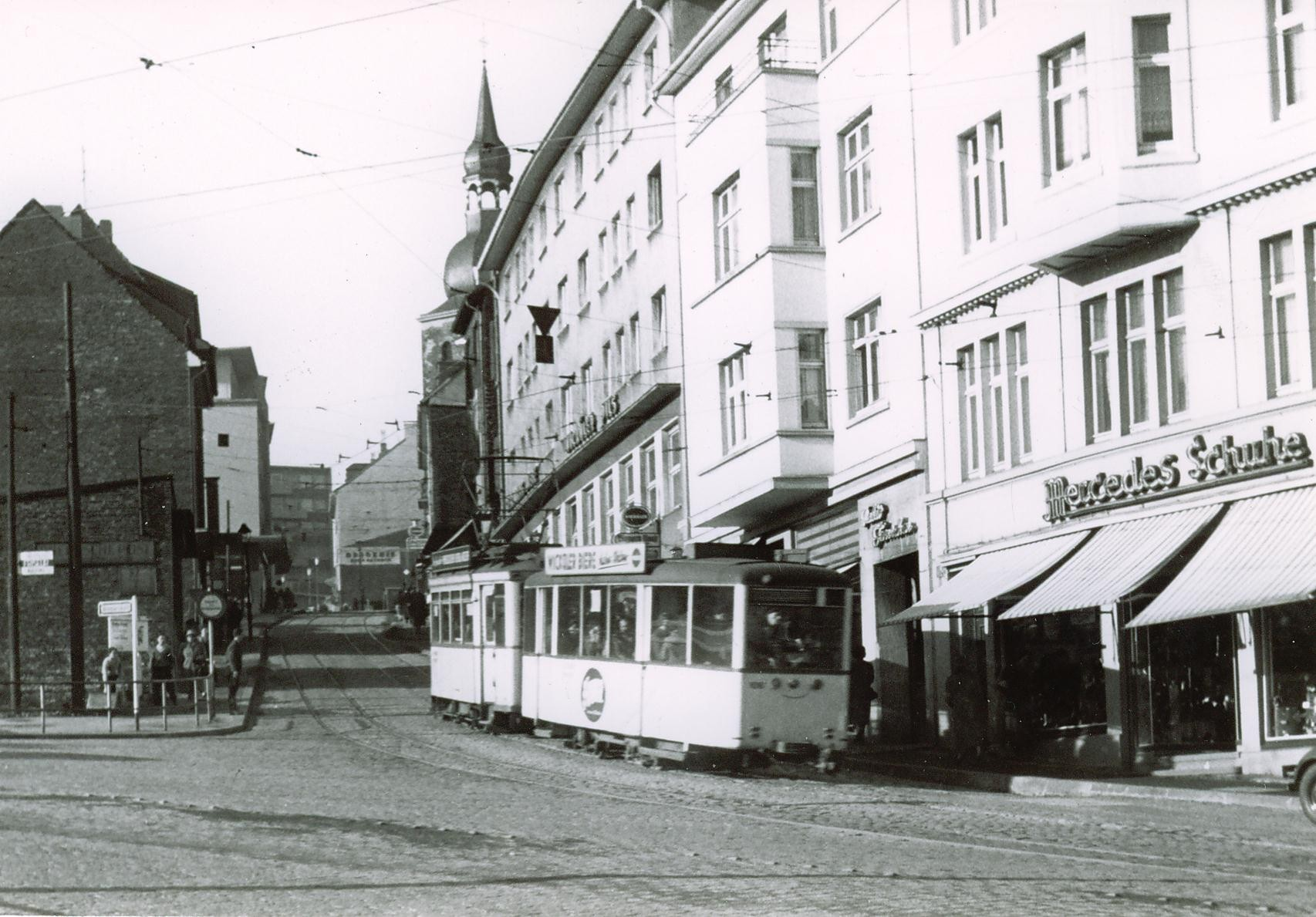
Tram, 1955
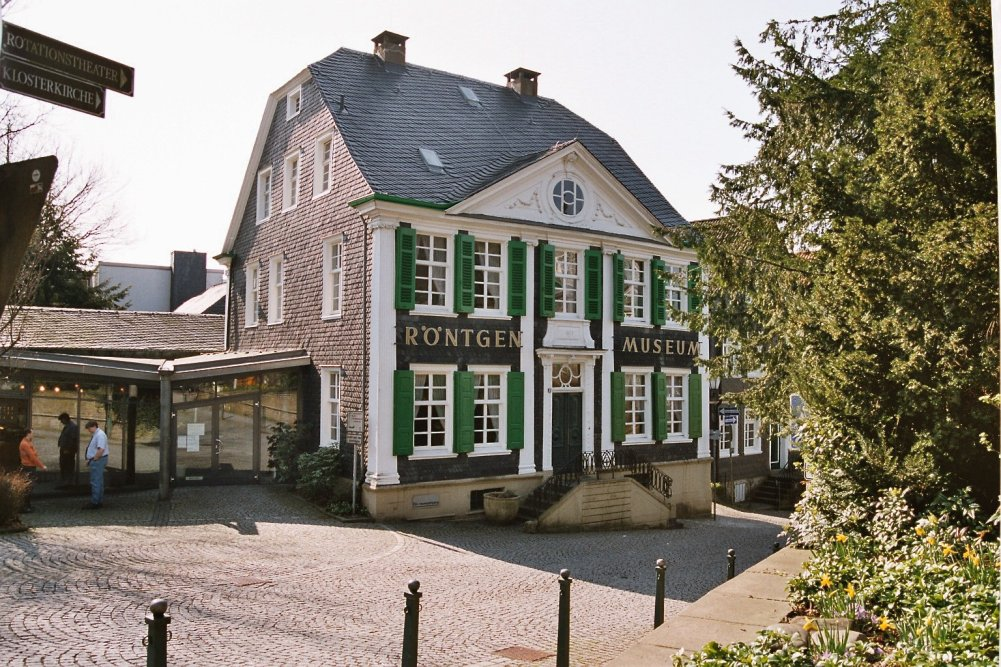
Röntgenmuseum
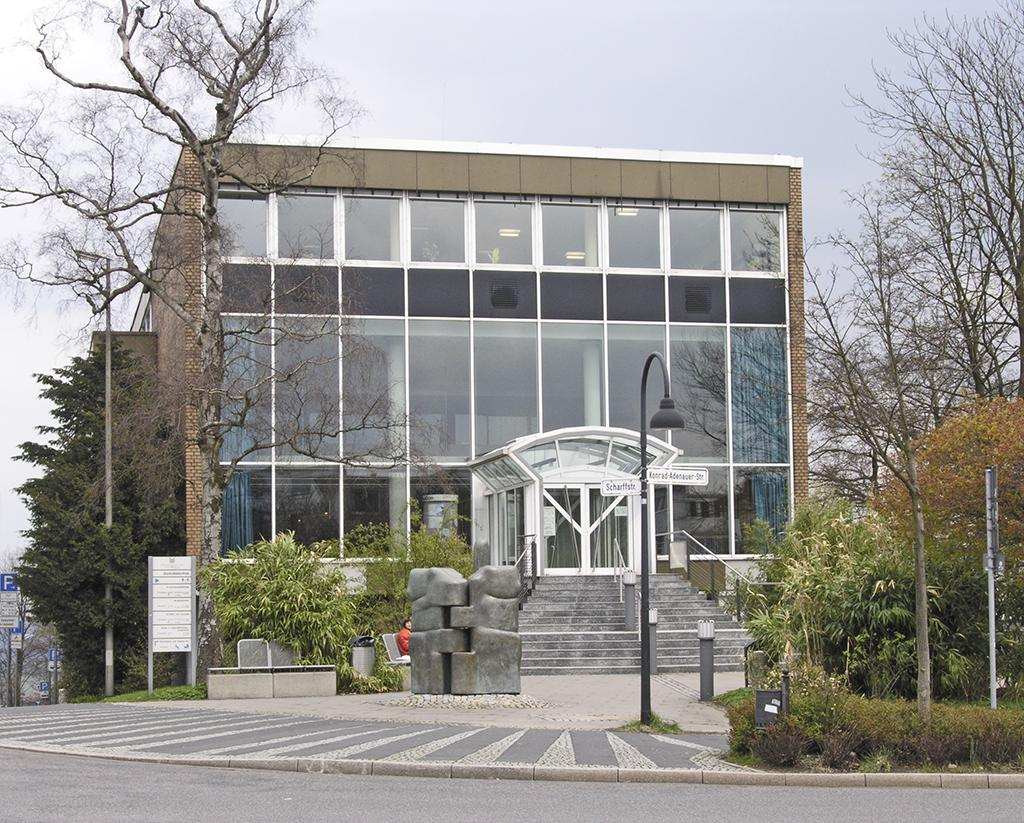
Centrale bibliotheek
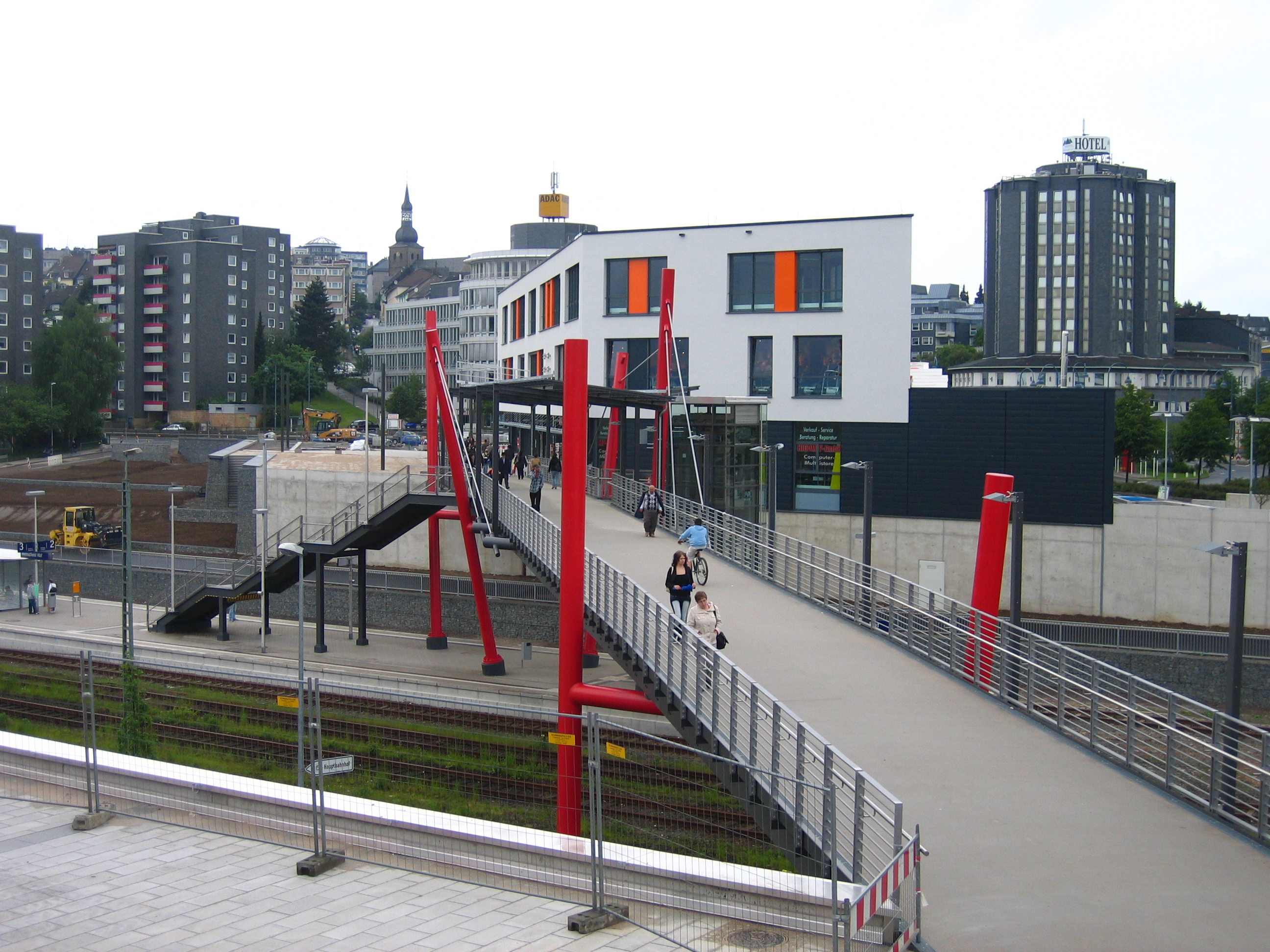
Voetgangersbrug bij het Hauptbahnhof
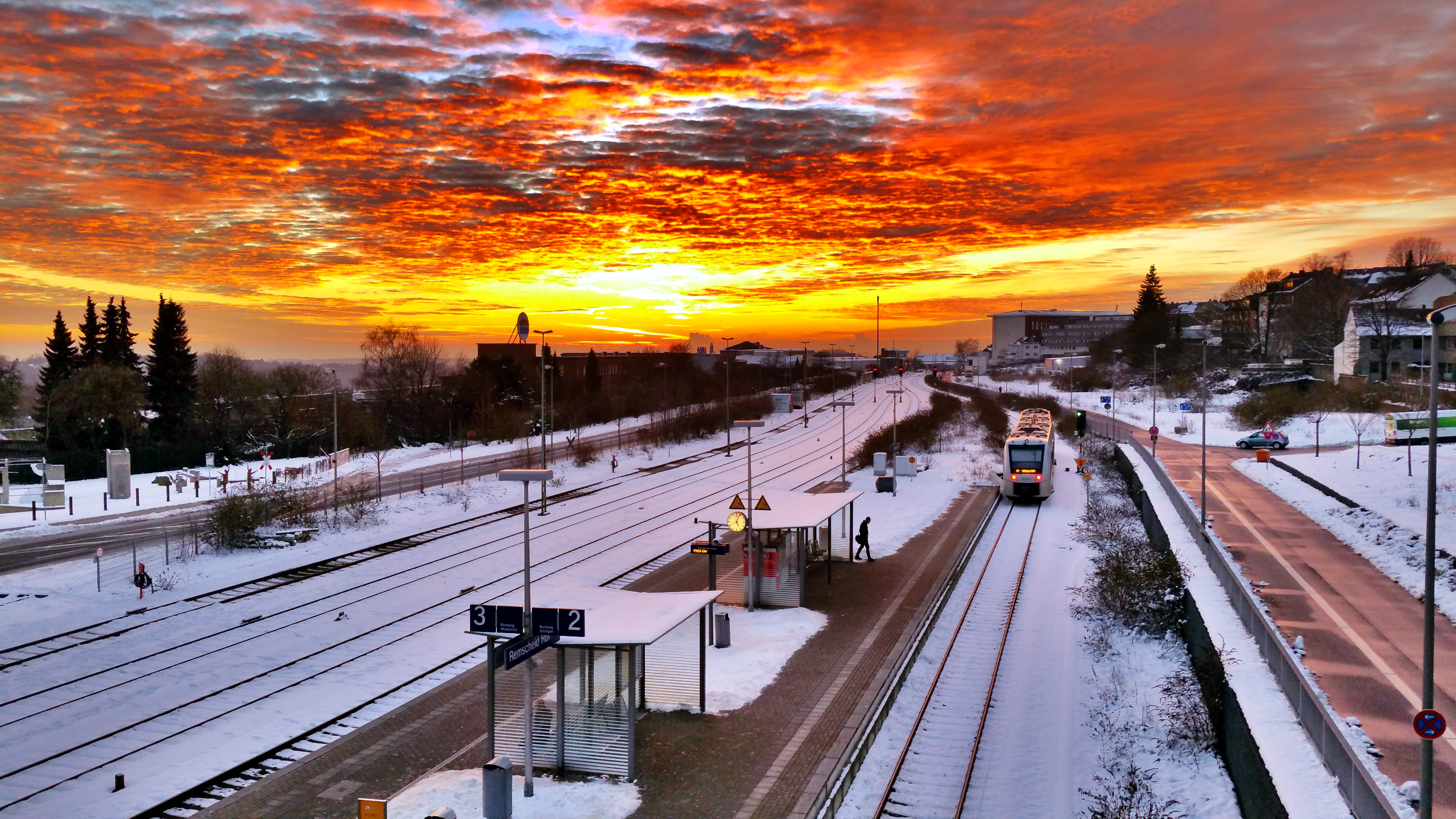
Remscheid Hauptbahnhof